# 阿旺吉卓
阿旺吉卓（1944年—），藏族，中华人民共和国政治人物、第十一届全国政协委员。
担任西藏自治区那曲地区佛教协会副会长、索县政协副主席。2008年，当选第十一届全国政协委员，代表宗教界，分入第五十一组。